# 블루워터 (열차)
블루 워터(영어: Blue Water)는 미국 일리노이주 시카고 유니언 역에서 미시간주 포트휴런 포트휴런 역까지 운행되는 장거리 열차이다.

## 역사 및 현황
이 열차는 1974년에 신설이 되었다가 1982년부터 2004년까지 인터내셔널 리미티드(영어: International Limited)로 한 차례 변경 후 인터내셔녈 리미티드 폐지와 동시에 신설된 열차로 2011년 기준으로 187,065명이 이 노선을 이용했다.

## 운행 노선
현재 블루 워터는 노퍽 서던 철도, 암트랙, 그랜드 트렁크 웨스턴 철도 철도 선로를 공유하고 있다.

블루 워터 노선도 (interactive map)

## 사진

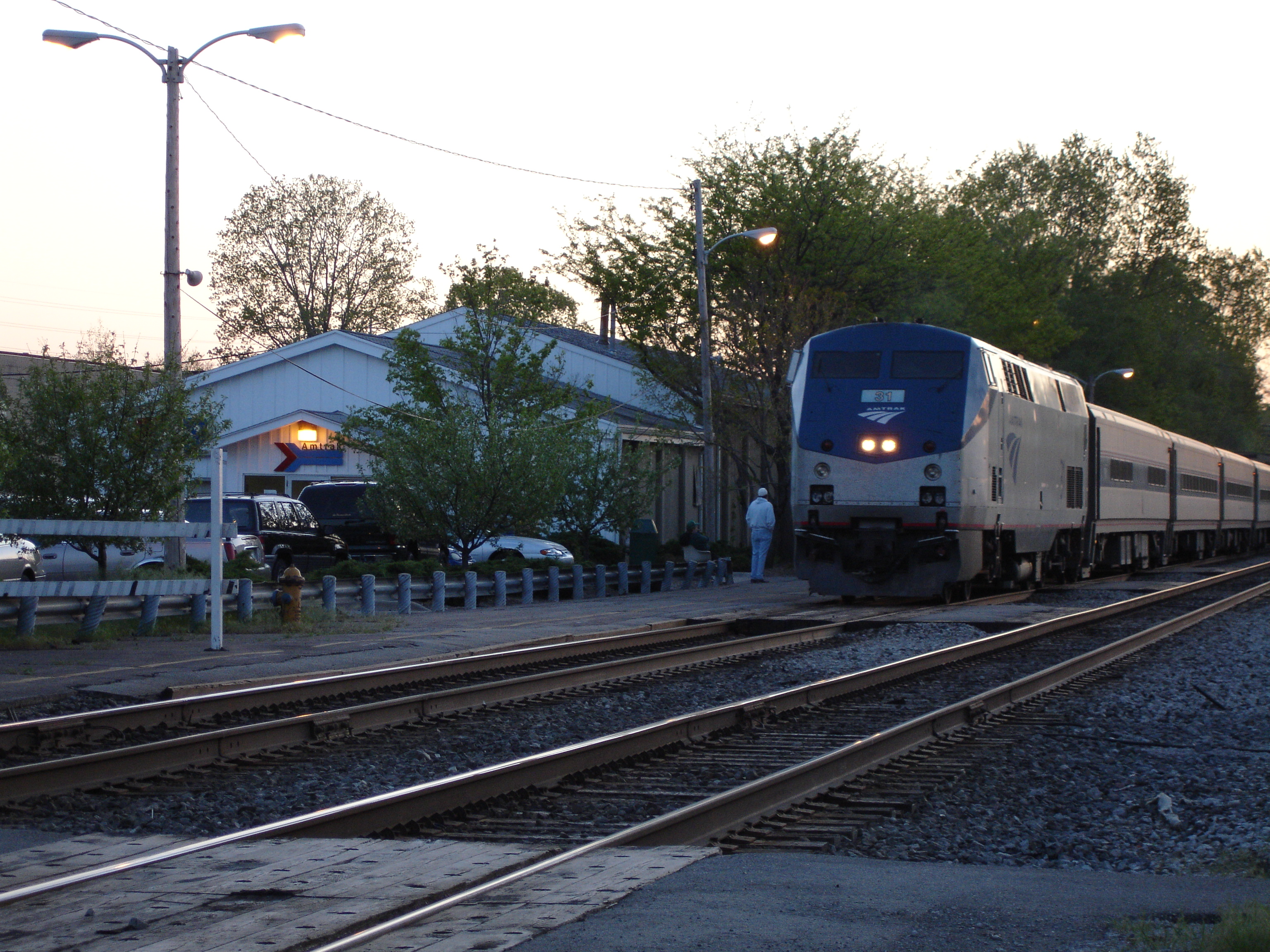
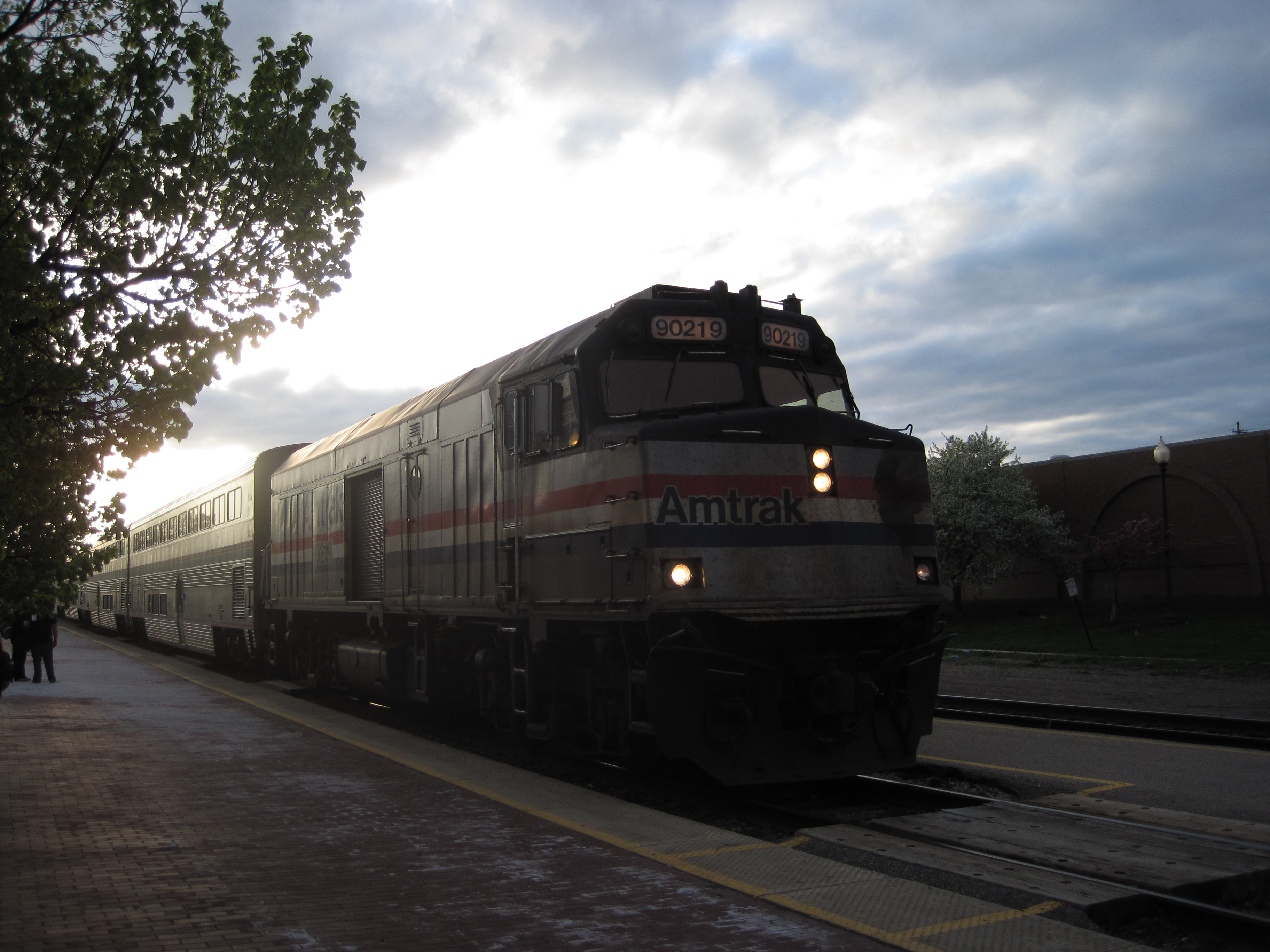
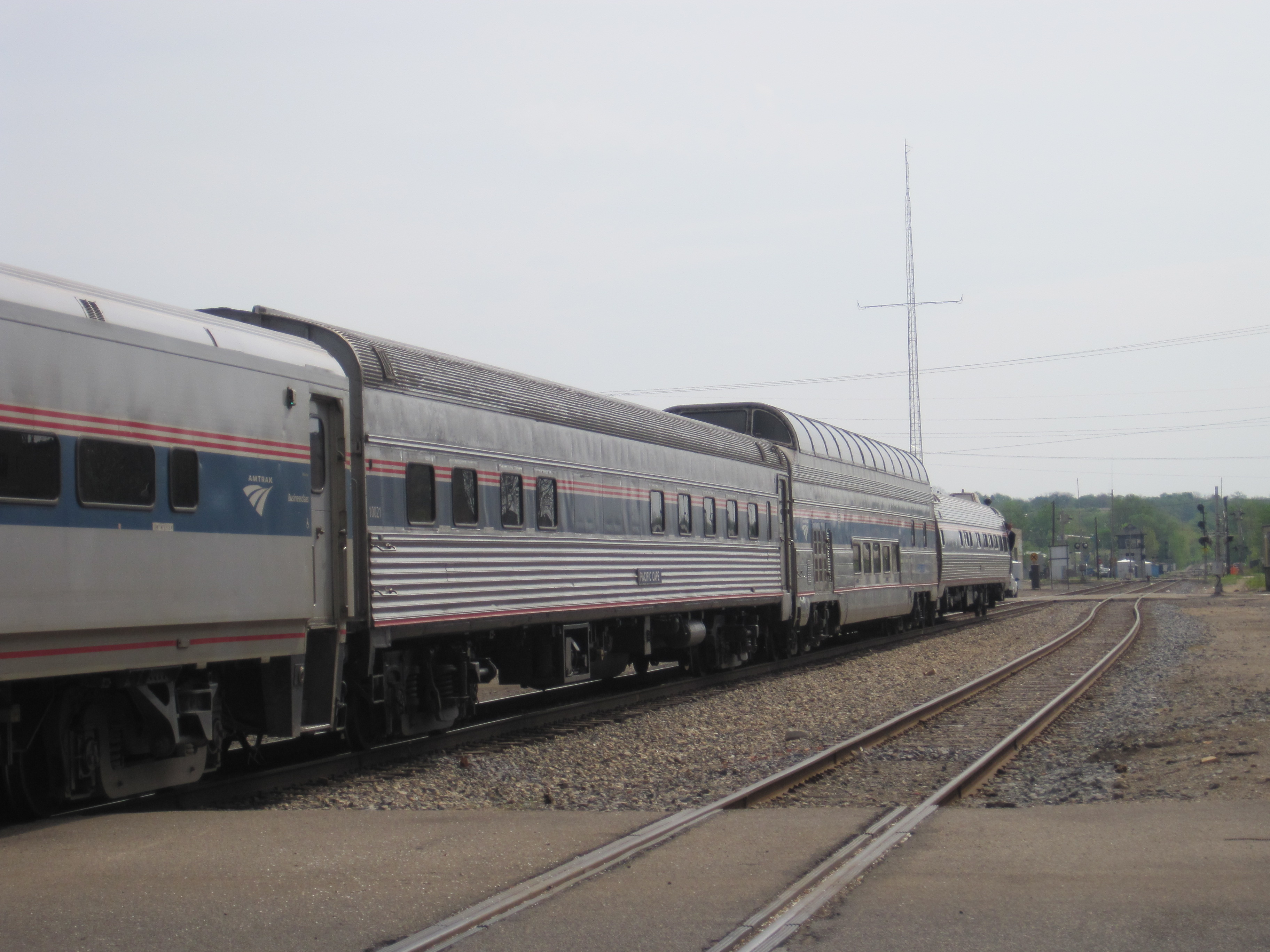